# Phil Keaggy
Phil Keaggy, född Philip Tyler Keaggy 23 mars 1951, i Youngstown, Ohio, USA, är en amerikansk gitarrist och sångare som har spelat professionellt sedan slutet av 1960-talet och gör främst lugn rockmusik och progressiv rock, ofta instrumentalt.
Phill Keaggy är känd för att vara en fantastisk sologitarrist och enligt populära, men obekräftade, rykten skall Jimi Hendrix, under ett framträdande i en TV-talkshow, ha föreslagit Keaggy som sitt svar på frågan "vem är världens bästa gitarrist?".
Phil Keaggy blev kristen i februari 1970. Hans mor hade omkommit i en bilolycka och Keaggy var i djupt nere drogberoende. Keaggys syster var aktiv i Jesusrörelsen och började tala med honom om att finna frid i Jesus.

## Diskografi
- What A Day, 1973 debutalbum
- Love Broke Thru, 1976 album
- Emerging Phil Keaggy Band, 1977 album
- How the West Was One (med 2nd Chapter of Acts and "A Band Called David") 1977 livealbum
- Song In The Air Phil Keaggy and Glass Harp, 1977 album
- The Master and the Musician, 1978 instrumentalalbum
- Town To Town, 1980 album
- Ph'lip Side, 1981 album
- Play Thru Me, 1982 album
- Getting closer, 1986 album
- The Wind and the Wheat, 1987 instrumentalalbum
- Prime Cuts, 1987 "best of" album
- Phil Keaggy and Sunday's Child, 1988 album
- Find Me In These Fields, 1990 album
- Beyond Nature, 1991 instrumentalalbum
- Revelator, 1993 ep
- Crimson and Blue, 1993 album
- Blue, 1994 album
- Way Back Home, 1994 album
- True Believer, 1995 album
- Time, Volume 1, 1995 "best of" album
- Time, Volume 2, 1995 "best of" album
- 220, 1996 instrumentalalbum
- Acoustic Sketches, 1996 instrumentalalbum
- On The Fly, 1997 instrumentalalbum
- Invention Keaggy/King/Dente, 1997 album
- Phil Keaggy, 1998 album
- Premium Jams, 1999 compilation
- Music to Paint By: Still Life, 1999 instrumentalalbum
- Music to Paint By: Electric Blue, 1999 instrumentalalbum
- Music to Paint By: Splash, 1999 instrumentalalbum
- Music to Paint By: Brushstrokes, 1999 instrumentalalbum
- Majesty and Wonder, 1999 julalbum
- An Angel's Christmas, 1999 julalbum
- Inseparable, 2000 album (släpptes som två separata album, ett 1 och 2 disk-set)
- Uncle Duke, 2000 album
- Zion, 2000 album
- Lights of Madrid, 2000 album
- Cinemascapes, 2001 instrumentalalbum
- Hymnsongs, 2002 album
- Freehand (Acoustic Sketches II), 2003 instrumentalalbum
- Special Occasions, 2003, album
- History Makers, 2003 samlingsalbum
- It's Personal, 2004 album
- The Uncle Duke Project, 2005 album (återutgivning av Uncle Duke, med bonusmaterial)
- Jammed!, 2006 album (valda delar från Premium Jams, med bonusmaterial)
- UNTITLED PROJECT by the Unravelling Hasberries, 2006 CD